# Barilius ornatus
Barilius ornatus är en fiskart som beskrevs av Sauvage, 1883. Barilius ornatus ingår i släktet Barilius och familjen karpfiskar. Inga underarter finns listade.